# Богомолець Софія Миколаївна
Софі́я Микола́ївна Присецька (27 вересня 1856, Ковалівка Полтавської губернії — 23 (11) січня 1892), у шлюбі Богомо́лець — українська аристократка гербу «Новина». Відома як революціонерка-народниця. Одна з очільниць ліворадикальної народницької організації «Південноросійський робітничий союз».

## Ранні роки
Предки походили зі шляхти великопольского воєводства роду Присецьких гербу «Новина». Шляхетський статус конвертували у козацький старшинський в Гадяцькому адміністративному полку Гетьманщини, на Полтавщині на межі XVII–XVIII ст.

Герб «Новина», яким печаталися Пшисецькі

Народилася 27 вересня 1856 року в маєтку Ковалівка Зіньківського повіту Полтавської губернії (нині Шишацького району Полтавської області). Батьки — відставний підпоручик Микола Максимович Присецький та Софія Семенівна Саранчова, донька штабс-капітана царської армії. Софія Саранчова походила з давнього російського дворянського роду, серед представників якого були бойові офіцери Російської імператорської армії.
Крім Софії, в сім'ї було ще троє дітей: Ольга, Марія і Іван. Усі четверо стали активними учасниками революційного народницького руху. Іван Присецький (в майбутньому депутат Держдуми Росії від партії кадетів) був одним із засновників «Південно-російського робітничого союзу», до якого пізніше приєднається його сестра Софія, а згодом і Марія.
Значний вплив на формування світогляду дітей справила їхня мати, яка була критично налаштована щодо порядків у державі.
Початкову освіту Софія Присецька отримала в Гадяцькому приватному пансіоні. Продовжила навчання в Київській Фундуклеївській жіночій гімназії, яку однак не закінчила, покинувши навчання на останньому, сьомому курсі.
В 1876 році одружилася з Олександром Богомольцем (1850—1935), випускником медичного факультету Київського університету св. Володимира.
Можливо, під впливом чоловіка Софія вступила в 1877 році до жіночих медичних курсів при військовому госпіталі Св. Миколая.

## Революційна діяльність
В 1878 році, не довівши навчання до кінця, Софія Богомолець з чоловіком виїхала на Кубань до станиці Усть-Лабінськ. Лікарську практику подружжя поєднувало з пропагандистською роботою, тому невдовзі за Богомольцями був встановлений негласний поліційний нагляд.
В 1879 році подружжя виїхало до Харкова, але звідти Софія була вислана в маєток батька на Полтавщину, при цьому негласний нагляд за нею зберігався.

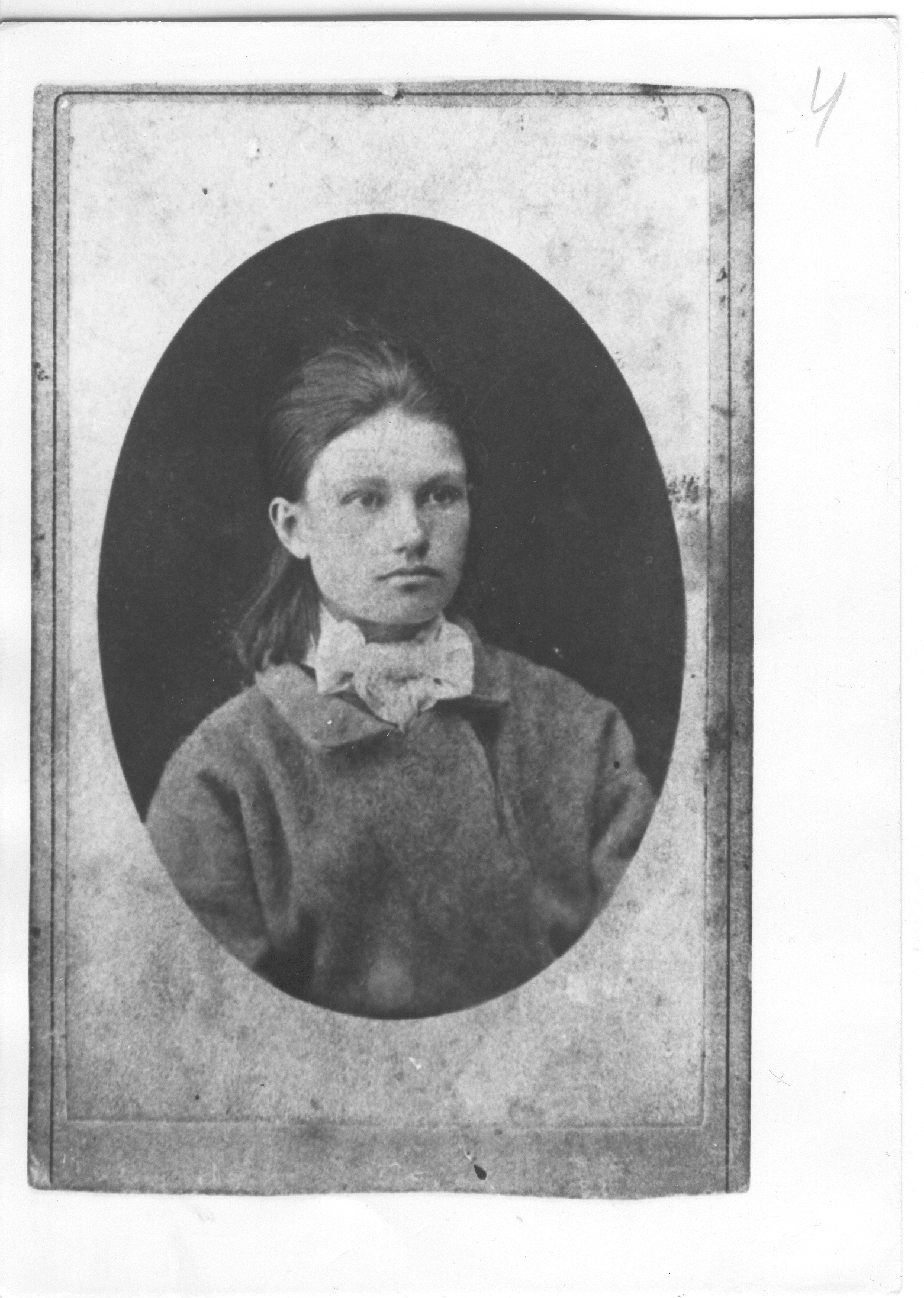
Софія Богомолець — арештантка Лук'янівської тюрми. Січень 1881 р. (5-й місяць вагітності)

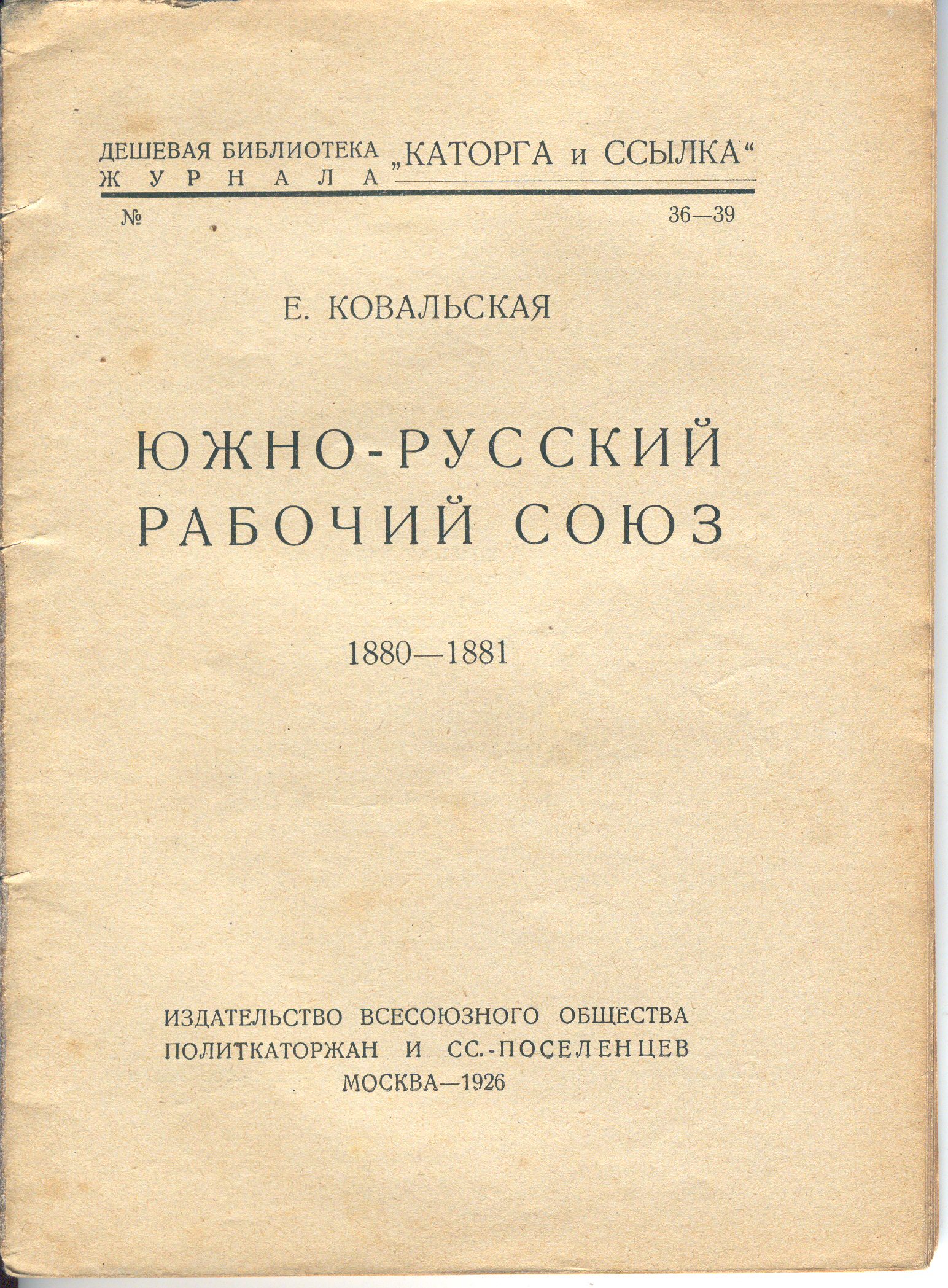
Книга спогадів Єлизавети Ковальської «Південно-російський робітничий союз»

Через кілька місяців переїздить до чоловіка до Києва. Там входить до складу «Південно-російського робітничого союзу». Прикінцевою метою організації була соціалістична революція. Її планувалося досягти, поєднуючи легальні методи (агітація і пропаганда, просвітницькі лекції; акції, спрямовані на захист робітників підприємств від сваволі адміністрації) з нелегальними (терором).
«Південно-російський робітничий союз» вів агітацію не лише російською, але й українською мовою (у своїх спогадах соратниця Софії Богомолець, Єлизавета Ковальська, пише, що значну частину організації становили українці). Організація охоплювала своєю діяльністю не лише Київ і сусідні з ним містечка, але й Кременчук, Одесу, Ростов.
Після арешту керівництва «Південно-російського робітничого союзу» (21 жовтня 1880 року) Софія Богомолець стала одним із його лідерів.
Нове колективне керівництво вело організацію майже два з половиною місяці — до свого арешту на початку січня 1881 року. В проміжок цього часу «Південно-російський робітничий союз» займався просвітницькою роботою серед робітників з історії і політекономії, а також готував замахи на державних чиновників.
На початку січня 1881 року Софія Богомолець була заарештована. Під час арешту була виявлена зброя (револьвери, сокири, ножі), фальшиві документи і облікові папери, що стосувалися їх виготовлення, готові печатки двадцятьох видів, пропагандистська література, типографські шрифти, шифровані листи. На той момент Софія вже була вагітна. Її помістили до Старокиївської жандармської дільниці, а потім до Лук'янівської тюрми.
24 травня 1881 року народила сина Олександра. А 26 травня відбулося засідання Київського військово-окружного суду. Рішенням суду, проголошеним 29 травня, Софія Богомолець була засуджена до страти. Але, оскільки, згідно з повелінням імператора, до підсудних, не замішаних у вбивствах, навіть якщо вони належать до революційних організацій, смертна кара не застосовувалася, остаточний вирок, з урахуванням усіх пом'якшуючих обставин, звучав дещо по-іншому: Софії Богомолець — десять років каторги, її сестрі Марії — ураження в правах і заслання в Сибір.

## Каторга
В лютому 1882 року Софія Богомолець здійснила невдалу спробу втечі з Іркутської пересильної тюрми, отримавши додатково п'ять років каторги.
На каторзі Софія Богомолець разом зі своїми товаришками брала участь у численних акціях протесту проти адміністрації ув'язнення. Бунтівний характер Софії Богомолець, очевидно, спричинився до того, що неодноразові клопотання її чоловіка, Олександра Богомольця, про побачення з дружиною залишалися без відповіді.
Влітку 1882 року під час обшуку в її камері вона вдарила унтер-офіцера. Після втечі з каторги кількох ув'язнених чоловіків Софія і інші за її прикладом відмовлялися виконувати розпорядження коменданта замикати камери на замки. В першій половині 1884 року на знак протесту проти репресій вона і ще три її товаришки по ув'язненню взяли участь у голодуванні. Воно тривало 16 днів і всі четверо, як писав англійський журналіст Джордж Кеннан, були «реально близькими до того, щоб померти».
Софія двічі намагалася підпалити камеру, в якій перебувала. Відмовлялася ходити на допити з приводу своїх протестів, а коли її тягнули туди силоміць, не відповідала на жодні запитання.
В квітні 1884 року Софію Богомолець разом з іншими жінками перевели «за буйну поведінку» до Іркутської тюрми, де вона знову брала участь у голодуванні. За образу жандармського офіцера строк каторги був збільшений їй іще на рік.

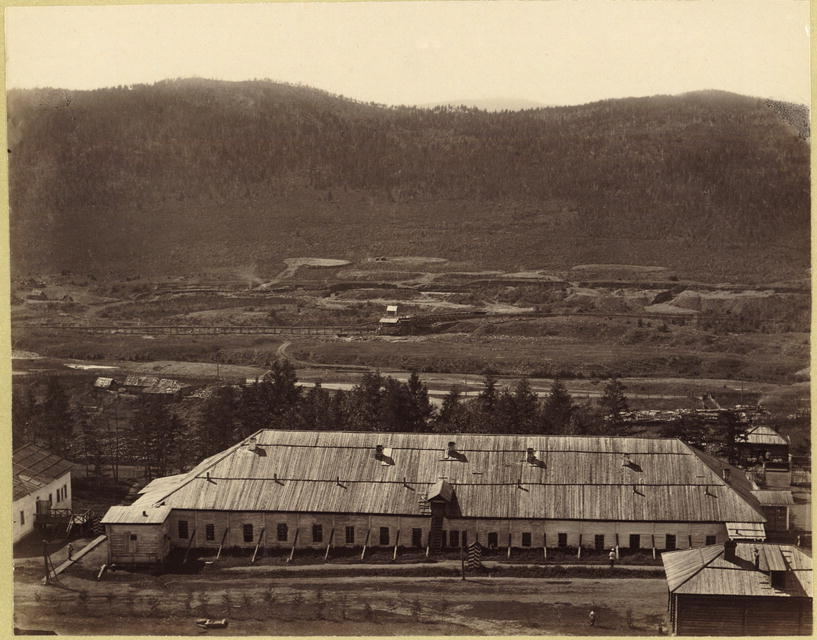
Лазарет для засланих і каторжан на нижньокарійському промислі. Тут перебувала хвора на туберкульоз Софія Богомолець після повернення з Усть-Карійської тюрми. Фото — О. Кузнєцова (1845—1928). З альбому «Типи і види Нерчинської каторги».

В листопаді 1885 року Софія опинилася в Усть-Карійській жіночій тюрмі, де продовжила тероризувати охоронців «буйною поведінкою». В лютому 1887 року її вивели з жіночої тюрми і помістили в карцер при тюрмі для кримінальних злочинців.
На Нижню Кару Софія була повернута лише в березні 1888 року, але через прогресуючий туберкульоз була поміщена при каторжному лазареті. Попри те, у вересні 1889 року вона отримала ще два додаткових роки каторги за образу словами начальника іркутського жандармського управління.

## Останні роки
Після того, як у справу Софії і Олександра Богомольців втрутився російський письменник Лев Толстой, Олександру Богомольцю-старшому дозволили побачення з дружиною. На той момент вона була вже безнадійно хвора. На побачення Олександр Богомолець приїхав з малолітнім Сашком. Там нарешті вмираюча Софія вперше побачила свого сина після того, як його забрали у неї по пологах у лікарні Лук'янівської тюрми в Києві. Подружжю дозволено було бачитися двічі на тиждень, Сашко ж міг відвідувати матір щодня.
Під час однієї з зустрічей із сином подарувала йому «Кобзар» Шевченка, переплетений тюремною мішковиною. На ній Софія вишила три блакитні волошки. О. М. Богомолець теж отримав подарунок — саморобний, теж з мішковини і теж з волошками, гаманець (нині він зберігається в київському музеї-квартирі О. О. Богомольця).
20 січня 1892 року Софія Богомолець переведена у «вільну команду» — тобто, звільнена від будь-яких робіт з правом жити на поселенні. За межі каторги Олександр Богомолець виніс дружину на руках, оскільки вона вже не могла самостійно пересуватися. 23 січня 1892 року у віці 35 років Софія Богомолець померла.
Іще місяць її тіло пролежало непохованим у труні в холодній хаті — стільки Олександр Богомолець-старший марно намагався домогтися дозволу поховати дружину в Україні. Влада вбачали ризик у тому, що повернення в Україну тіла революціонерки і її поховання можуть спровокувати стихійні демонстрації протесту (подібні випадки нерідко мали місце).
Нині точне місце поховання Софії Богомолець невідоме.